# Kansas City Red Wings
I Kansas City Red Wings sono stati una squadra di hockey su ghiaccio della con sede nella città di Kansas City, nello Stato del Missouri. Nacquero nel 1977 e disputarono la Central Hockey League fino al loro scioglimento nel 1979. Nel corso delle stagioni giocarono presso la Kemper Arena e furono affiliati ai Detroit Red Wings.

## Storia
Durante la stagione 1976-1977 i Detroit Red Wings utilizzarono principalmente due farm team, i Rhode Island Reds in American Hockey League e i Kansas City Blues in Central Hockey League, tuttavia al termine dell'anno entrambe le franchigie cessarono le proprie attività convincendo la dirigenza di Detroit a crearne una nuova.
Si scelse di restare a Kansas City e di militare sempre nella CHL, però con un nuovo nome e delle divise chiaramente ispirate a quelle dei Red Wings della NHL.  I Kansas City Red Wings giocarono per due stagioni arrivando ai playoff nella stagione 1978-1979.
Nel 1979 la franchigia venne sciolta e i Red Wings ritornarono in AHL con un nuovo farm team, gli Adirondack Red Wings. L'hockey professionistico sarebbe ritornato a Kansas City solo nel 1990 grazie ai Kansas City Blades, formazione della International Hockey League.

### Affiliazioni
Nel corso della loro storia i Kansas City Red Wings sono stati affiliati alle seguenti franchigie della National Hockey League:
- Detroit Red Wings: (1977-1979)

## Record stagione per stagione
| Kansas City Red Wings |     |    |    |    |   |    |     |     |    |                               |
| 1977-78               | CHL | 76 | 33 | 40 | 3 | 61 | 266 | 257 | 5° |                               |
| 1978-79               | CHL | 76 | 37 | 36 | 3 | 77 | 301 | 306 | 3° | perde semifinali (Dallas) 0-4 |

## Record della franchigia

### Singola stagione
Gol: 42  Mal Davis (1978-79)
Assist: 54  Mike Bloom (1977-78)
Punti: 77  Mike Bloom (1977-78)
Minuti di penalità: 256  Larry Giroux (1977-1978)

### Carriera
Gol: 50  Roland Cloutier
Assist: 68  Jean-Paul Leblanc
Punti: 115  Roland Cloutier
Minuti di penalità: 256  Larry Giroux
Partite giocate: 145  Rick Vasko

## Palmarès

### Premi individuali
- CHL Most Valuable Defenseman Award: 1

Larry Giroux: 1977-1978
- Tommy Ivan Trophy: 1

Ron Low: 1978-1979